# Esmee Mardjan
Esmee Mardjan (Enschede, 12 januari 1997) is een Nederlandse (musical)actrice, zangeres en danseres.

## Biografie
Op jonge leeftijd begon Mardjan met het volgen van verschillende theaterlessen en tijdens haar middelbareschooltijd ging ze naar de Artez Vooropleiding Dans in Enschede. Na haar eindexamen vertrok ze naar Tilburg om daar de opleiding musicaltheater aan de Fontys Hogeschool voor de Kunsten te gaan doen. Naast haar opleiding volgde ze masterclasses bij Theater Rotterdam en Alleyne Dance Company. Ze volgt zanglessen bij Edward Hoepelman en Katrien Verheijden.
Als tiener danste Mardjan in de productie Il Segreto di Susanna van de Nationale Reisopera. Ze was te zien in de musical Sprookjessprokkelaar van het Eftelingtheater en als Liesl von Trapp in de musicalklassieker The Sound of Music van Stage Entertainment Nederland.
| Jaar      | Productie             | Rol                             | Producent                  |
| --------- | --------------------- | ------------------------------- | -------------------------- |
| 2011      | Il Segreto di Susanna | ensemble                        | Nationale Reisopera        |
| 2017-2019 | Sprookjessprokkelaar  | ensemble, cover Kaat en Titania | Efteling Theaterproducties |
| 2021-2022 | The Sound of Music    | Liesl von Trapp                 | Stage Entertainment        |